# Виру (народність)
Виру (виро võrokõsõq, ест. võrukesed) — населення історичної естонської області Вирумаа, має сильно виражену регіональну самосвідомість.
В області проживають понад 74 000 осіб. Багато жителів Тарту і Таллінна також називають себе виру. Діалект цього народу, виро, належить до балтійсько-фінської мовної підгрупи. Він поширений на території області Вирумаа. Раніше також був поширений дещо південніше і східніше цієї області — на території Росії та Латвії.
На сьогодні деякі естонські сценаристи, поети і письменники використовують діалект виро у своїх працях. Його викладають раз на тиждень у 26 школах. Двічі на місяць виходить газета Uma Leht.